# تجعد في وقت
تجعد في وقت (بالإنجليزية: A Wrinkle in Time)‏ هو فيلم خيال علمي أمريكي من إنتاج سنة 2018 ومن إخراج إيفا ديفورني وبطولة أوبرا وينفري وريز ويذرسبون وميندي كالينغ غوبو مباثا رو ومايكل بينا وزاك غاليفياناكيس. تتكلم قصة الفيلم عن قصة فتاة تعاني من فقدان والدها العالِم الغريب، فتساعدها ثلاث كائنات فضائية لأجل العثور عليه فيأخذونها إلى كوكب آخر.

## البطولة
- أوبرا وينفري بدور السيدة ويتش
- ريز ويذرسبون بدور السيدة واتست
- ميندي كالينغ بدور السيدو هو
- ستورم ريد بدور ميغ موري
- ليفي ميلر بدور كالفن أوكيفي
- ديريك مككيب بدور شارل والاس موري
- كريس باين بدور الدكتور ألكسندر موري
- زاك غاليفياناكيس بدور هابي ميديوم
- مايكل بينا بدور ريد
- ديفيد أويلو بدور آي تي ريد
- أندريه هولاند بدور جيمس جنكنز
- غوبو مباثا رو بدور الدكتورة كيت موري
- روان بلانشرد بدور فيرونيكا كيلي
- بيلامي يونغ بدور كامازوتز
- كونراد روبرتس بدور إيليجنت
- دانييل مكفيرسون بدور والد كالفن

## التقييم
حصل الفيلم على تقييم 39% في موقع الطماطم الفاسدة بناءً على 236 مراجعة، إنصب نقد الفيلم على أحداثه المتسارعة على الرغم بإشادة النقاد بمجهود القائمين فيه. في موقع ميتاكريتيك حصل الفيلم على تقييم 53 من 100 بناءً على 50 نقد متفاوتة بين إيجابية وسلبية.

## وصلات خارجية
- تجعد في وقت على موقع IMDb (الإنجليزية)
- تجعد في وقت على موقع ميتاكريتيك (الإنجليزية)
- تجعد في وقت على موقع روتن توميتوز (الإنجليزية)
- تجعد في وقت على موقع ألو سيني (الفرنسية)
- تجعد في وقت على موقع Turner Classic Movies (الإنجليزية)
- تجعد في وقت على موقع أول موفي (الإنجليزية)
- تجعد في وقت على موقع بوكس أوفيس موجو (الإنجليزية)
- تجعد في وقت على موقع فيلمافينيتي (الإسبانية)
- تجعد في وقت على موقع قاعدة بيانات الفيلم (الإنجليزية)
- تجعد في وقت على موقع ليتربوكسد (الإنجليزية)
- الموقع الرسمي
- تجعد في وقت على قاعدة بيانات الأفلام على الإنترنت